# Liste der Naturdenkmale in Kröpelin
Die Liste der Naturdenkmale in Kröpelin nennt die Naturdenkmale in Kröpelin im Landkreis Rostock in Mecklenburg-Vorpommern.

## Naturdenkmale
| Bild                          | Nr.     | Bezeichnung                      | Standort                                                            | Beschreibung | Schutzzweck | Verordnung    |
| ----------------------------- | ------- | -------------------------------- | ------------------------------------------------------------------- | ------------ | ----------- | ------------- |
| mehr Fotos \| Fotos hochladen | 029ND01 | Findling                         | Diedrichshagen Klothstein (54° 6′ 22,9″ N, 11° 46′ 53,3″ O)         |              |             | 14. Nov. 1984 |
| BW                            | 029ND02 | Rotbuchen                        | Diedrichshagen am Kalkberg (O) (54° 6′ 33,2″ N, 11° 46′ 24,8″ O)    |              |             | 14. Nov. 1984 |
| BW                            | 029ND03 | Rotbuchen                        | Diedrichshagen am Kalkberg (W) (54° 6′ 32,9″ N, 11° 46′ 22,9″ O)    |              |             | 14. Nov. 1984 |
| BW                            | 029ND04 | Rotbuche                         | Diedrichshagen am Kalkberg (S) (54° 6′ 32,3″ N, 11° 46′ 23,5″ O)    |              |             | 14. Nov. 1984 |
| BW                            | 029ND05 | Rotbuchen                        | Diedrichshagen am Kalkberg (N) (54° 6′ 33,9″ N, 11° 46′ 23,8″ O)    |              |             | 14. Nov. 1984 |
| BW                            | 029ND06 | Findling                         | Bad Doberan Revier Diedrichshagen (54° 6′ 45,1″ N, 11° 46′ 14,1″ O) |              |             | 1. Juli 1942  |
| Fotos hochladen               | 041ND01 | 1 von 2 Stieleichen              | Detershagen An Eikbarg (54° 3′ 21,2″ N, 11° 45′ 55,9″ O)            |              |             | 1. Juli 1942  |
| BW                            | 041ND05 | 7 Winterlinden auf dem Hügelgrab | Detershagen (54° 3′ 16,9″ N, 11° 46′ 56″ O)                         |              |             | 14. Nov. 1984 |
| BW                            | 041ND06 | Rotbuche                         | Detershagen Klärwerk (54° 3′ 34,4″ N, 11° 46′ 23,6″ O)              |              |             | 14. Nov. 1984 |
| BW                            | 041ND07 | Stieleiche                       | Detershagen westlich Klärwerk (54° 3′ 36,9″ N, 11° 46′ 19,2″ O)     |              |             | 14. Nov. 1984 |
| BW                            | 041ND08 | Stieleiche                       | Detershagen nahe Bahntrasse (54° 3′ 37,8″ N, 11° 46′ 15,6″ O)       |              |             | 14. Nov. 1984 |
| BW                            | 041ND09 | Esche                            | Kröpelin Am Kirchenplatz 4 (54° 4′ 20,4″ N, 11° 47′ 45,6″ O)        |              |             | 1. Juli 1942  |
| BW                            | 041ND10 | Silberpappel                     | Kröpelin Apothekergarten 1 (54° 4′ 20,1″ N, 11° 47′ 37″ O)          |              |             | 1. Juli 1942  |
| BW                            | 041ND11 | 2 Eichen                         | Kröpelin Am Stadtholz (54° 3′ 5″ N, 11° 47′ 53,5″ O)                |              |             | 1. Juli 1942  |
| BW                            | 041ND12 | 3 Buchen (2 noch vorhanden)      | Kröpelin Am Stadtholz (54° 3′ 4,2″ N, 11° 47′ 53,6″ O)              |              |             | 1. Juli 1942  |
| Fotos hochladen               | 041ND13 | Linde                            | Brusow Am Gutshof (54° 3′ 52,2″ N, 11° 49′ 21,9″ O)                 |              |             | 1. Juli 1942  |
| BW                            | 041ND14 | Linde                            | Groß Siemen Gut Groß Siemen (54° 1′ 37,9″ N, 11° 50′ 12,7″ O)       |              |             | 1. Juli 1942  |
| BW                            | 041ND15 | Bergahornallee                   | Schmadebeck An der Sieme (54° 1′ 44,8″ N, 11° 50′ 41,1″ O)          |              |             | 14. Nov. 1984 |
| BW                            | 041ND16 | Esche                            | Schmadebeck östlich der Sieme (54° 1′ 25,6″ N, 11° 50′ 42,8″ O)     |              |             | 14. Nov. 1984 |
| BW                            | 041ND17 | 1 Stieleiche                     | Schmadebeck östlich der Sieme (54° 1′ 16,2″ N, 11° 50′ 39,5″ O)     |              |             | 14. Nov. 1984 |

## Flächennaturdenkmale
| Bild | Nr.        | Bezeichnung | Standort                          | Beschreibung    | Schutzzweck | Verordnung |
| ---- | ---------- | ----------- | --------------------------------- | --------------- | ----------- | ---------- |
| BW   | fnd dbr 11 | Kalkberg    | (54° 6′ 32,5″ N, 11° 46′ 18,2″ O) | Fläche 2,26 ha. |             | 1984       |